# Palustriella commutata
Espèce
Synonymes
- Cratoneuron comutataum (Hedw.) G. Roth.

Palustriella commutata est une espèce de plantes de la famille des Amblystegiaceae. Elle est notamment impliquée dans la création du travertin (tuf calcaire).